# Hrabstwo Hall (Nebraska)
Hrabstwo Hall (ang. Hall County) – hrabstwo w stanie Nebraska w Stanach Zjednoczonych. Obszar całkowity hrabstwa obejmuje powierzchnię 552,15 mil2 (1 430,06 km²). Według danych z 2010 r. hrabstwo miało 58 607 mieszkańców. Hrabstwo powstało w 1858 roku i nosi imię Augustusa Halla - przewodniczącego Sądu Najwyższego Terytorium Nebraski.

## Sąsiednie hrabstwa
- Hrabstwo Howard (północ)
- Hrabstwo Merrick (północny wschód)
- Hrabstwo Adams (południe)
- Hrabstwo Buffalo (zachód)

## Miasta
- Grand Island
- Wood River

## Wioski
- Alda
- Cairo
- Doniphan